# Strombus pugilis

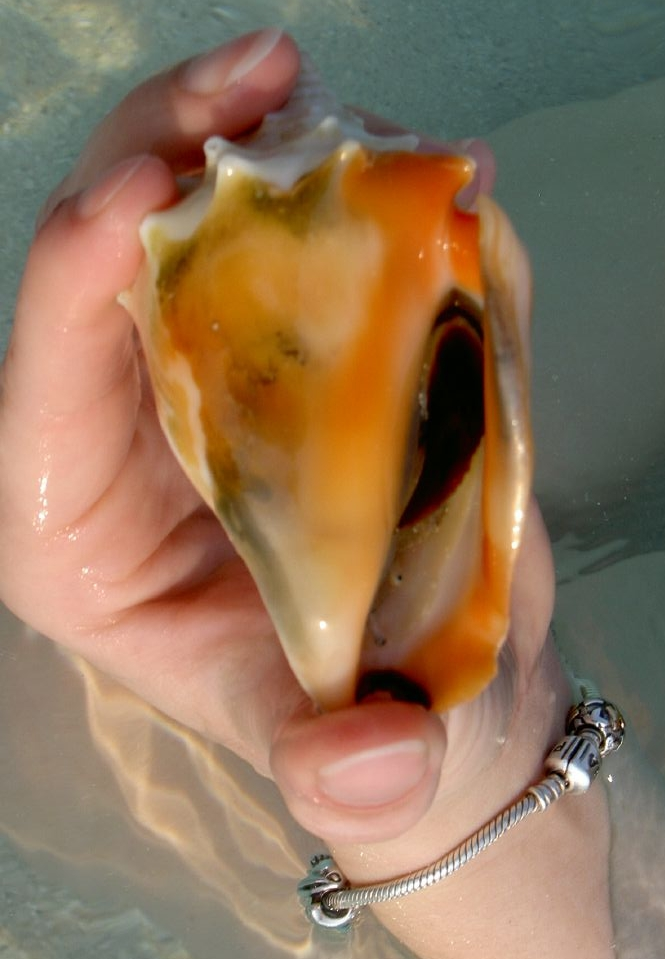
Strombus pugilis fuori dall'acqua, vivo ma retratto, che mostra il suo opercolo marrone e i suoi due occhi sui tentacoli.

Strombus pugilis Linnaeus, 1758 è un mollusco gasteropode appartenente alla famiglia Strombidae. E' la specie tipo del genere Strombus.

## Etimologia

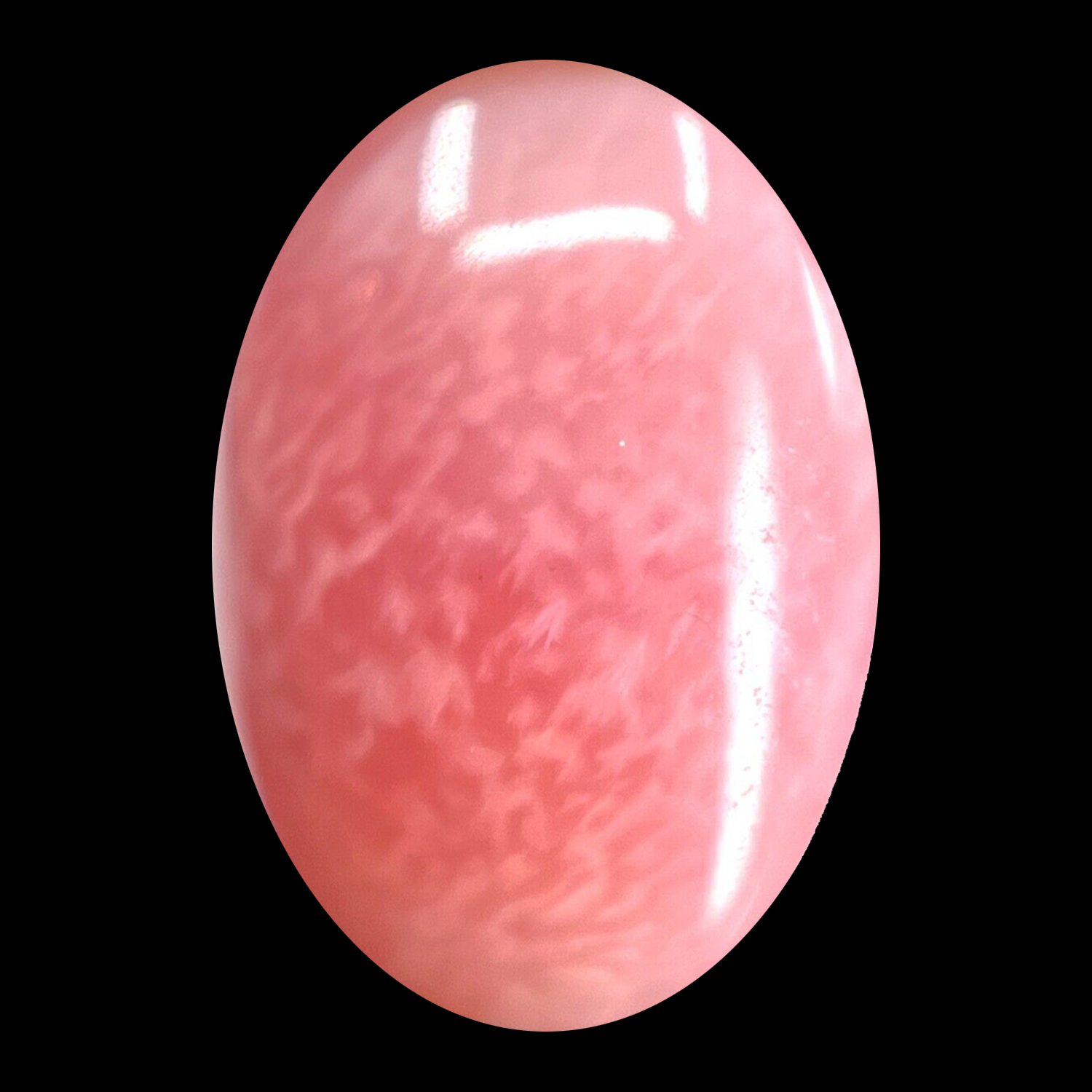
Perla conch

Il nome scientifico attribuito a questa specie deriva dai movimenti energici che compie l'animale durante i suoi spostamenti; questi, infatti, sono caratterizzati da balzi e dondolii laterali, tali da rievocare nell'osservatore quelli compiuti da un pugile in un ring.

## Evoluzione
Dal punto di vista storico e fossile, le più antiche conchiglie di questo mollusco risalgono al Miocene del Venezuela. Reperti più recenti sono stati trovati appartenenti al Pliocene (Giamaica, Messico, Florida e Venezuela), al periodo Pliocene e Pleistocene del Messico, e al Quaternario di Colombia, Repubblica Dominicana, Panama, Florida e Venezuela.

## Descrizione
Di dimensioni variabili, ma generalmente sui 65-85 mm, presenta una conchiglia solida, spessa, robusta e abbastanza pesante. Le caratteristiche più evidenti del nicchio sono due, la prima data dalla presenza di una spira breve ed appuntita in prossimità dell'apice, la seconda offerta dalla presenza di una spira terminale, decisamente molto grossa. Il labbro esterno, di colore bianco rosato all'apertura, è ispessito e terminante con un'ampia tacca.
Le prime spire, lisce, possono essere contornate da noduli ottusi, mentre sulle spire più recenti i noduli sono appuntiti, e spesso si mostrano (carattere variabile da individuo a individuo) molto sviluppati sulla penultima spira. Con la sola eccezione della parte mediana della spira terminale, che è liscia, tutte le spire hanno delle piccole coste e dei solchi.
Il colore di base è bruno-chiaro o arancio-giallastro, mentre sia l'apertura, sia la columella sono rosse.

## Etologia
Lo strombo utilizza l'opercolo corneo, scuro e resistente, per scavare nella sabbia.

## Distribuzione e habitat
Specie piuttosto comune nei mari caraibici, tra l'America del Nord e l'America Meridionale, dove non è raro incontrare la conchiglia di qualche individuo spiaggiato.
Vive nei fondali sabbiosi di riva o in fondali molto bassi.